# Yongdam-myeon
Yongdam-myeon (koreanska: 용담면) är en socken i Sydkorea. Den ligger i kommunen Jinan-gun och provinsen Norra Jeolla, i den centrala delen av landet, 180 km söder om huvudstaden Seoul.